# Manzini
Manzini è la principale città dell'eSwatini dopo la capitale Mbabane. È capoluogo del Distretto di Manzini. Si trova nell'eSwatini centrale.
La città, a pianta reticolare, è un fiorente mercato agricolo e zootecnico e principale centro industriale del Paese. Fu quartier generale durante il periodo coloniale britannico, dal 1890 quando si chiamava Bremersdorp (dal nome del suo fondatore, nel 1885,  Arthur Bremer) ma fu distrutta nel 1902 durante la seconda guerra anglo-boera da un commando di disertori boeri, quando il centro amministrativo fu trasferito a Mbabane, futura capitale. Nel 1960 cambiò nome nell'attuale in ricordo di un nobile locale, Manzini Mbokane.
Nella città si trova la Nazarene High School.

## Infrastrutture e trasporti
La città è servita dall'Aeroporto Internazionale Re Mswati III, scalo inaugurato nel 2014 che consente di collegare la città a destinazioni nazionali ed estere. Rimane in uso, pur se limitato a voli cargo e governativi anche il precedente Aeroporto di Matsapha, sito nell'omonima località ad ovest del centro di Manzini.